# Camairago
Camairago é uma comuna italiana da região da Lombardia, província de Lodi, à beira direita do rio Adda. Tem cerca de 585 habitantes e estende-se por uma área de 12 km², tendo uma densidade populacional de 49 hab/km².
Faz fronteira com Formigara (CR), Castiglione d'Adda, Terranova dei Passerini, Pizzighettone (CR), Cavacurta, Codogno.
Em 22 de outubro de 2017 um referendum popular, terminado positivamente, estableceu a fusão com a comuna de Cavacurta numa nova comuna do noma Castelgerundo.

## Demografia
| Variação demográfica do município entre 1861 e 2011                               |
|                                                                                   |
| Fonte: Istituto Nazionale di Statistica (ISTAT) - Elaboração gráfica da Wikipedia |

## Cultura
No territorio dessa Comuna existe ainda um castelo da antiga e nobre família Borromeu, que foi construído acima de um outro castelo da idade-meia.
Existe tambèm o Santuário de Nossa Senhora da Fonte, construído no século XIX em homenagem à Virgem Maria. A Història diz que da fonte ainda existente, vem uma água milagrosa que cura todos os doentes.